# Viaggio a Tulum
Viaggio a Tulum, da un soggetto di Federico Fellini, per un film da fare è un fumetto ideato da Federico Fellini e disegnato da Milo Manara sulla base della sceneggiatura di Fellini e Tullio Pinelli, Viaggio a Tulun, pubblicata sul Corriere della Sera in sei puntate consecutive, dal 18 al 23 maggio 1986, e mai ristampata.
Il fumetto è stato pubblicato sulla rivista Corto Maltese a partire da luglio del 1989 ed ha avuto un certo successo che ha portato a numerose riedizioni in volume: la prima per la Rizzoli nel 1990, la seconda, l'anno successivo, per le Edizioni del Grifo (con prefazione al volume di Vincenzo Mollica).
La colorazione dell'opera è di Cettina Novelli.

## La trama
L'intricata orditura della trama originale conteneva una serie di problemi narrativi che Fellini stesso proverà a sciogliere in una narrazione più adeguata allo stampo fumettistico.

### Una felliniana Cinecittà
Il preludio, ambientato in una felliniana Cinecittà, è assolutamente originale rispetto al soggetto primitivo e pare sia da attribuire, equamente, a Fellini e Manara.
Un Vincenzo Mollica, fortemente caricaturale, si incontra con un'affascinante ragazza bionda in una Cinecittà suggestiva e misteriosa, impregnata delle suggestioni di tutti i film di Fellini.
In questo luogo fantastico, Mollica e la ragazza ritrovano il regista, Federico Fellini, sulle sponde di un laghetto ameno circondato da alti alberi che riposa sulla riva, cappello calato sul volto. Si alza un vento insidioso e il cappello di Fellini vola via. Nel tentativo di recuperarlo la donna piomba nelle acque dello stagno. Sottacqua, agli occhi della giovane, si apre un inaspettato abisso, dove giacciono sul fondo, come relitti, i film mai più realizzati di Fellini. La ragazza, che non ha problemi a respirare sott'acqua, insegue il cappello che naviga veloce. Gli va dietro anche quando entra nella carlinga di un enorme jumbo e si arresta, infine, a galleggiare accanto al corpo immoto, che pare un fantoccio, di Snàporaz-Mastroianni.
Fellini si materializza all'interno della carlinga dell'aereo, poggia il cappello sulla testa del suo alter ego inanimato, gli pone gli occhiali sul naso e dà vita allo Snàporaz-Mastroianni che sarà il protagonista della storia. Intanto è arrivato anche Vincenzo Mollica. Federico Fellini, accompagnato dalla giovane ragazza bionda, abbandona la carlinga dell'aereo e nuota verso la superficie dello stagno. Il jumbo, con sopra Mollica e Mastroianni, si libera del fondo limaccioso e spicca il volo.

### Da Los Angeles alla Babel Tower
Snaporaz e Mollica interpretano le parti, rispettivamente, del regista e del suo assistente che arrivano a Los Angeles per incontrare Maurizio, rampollo di un produttore interessato a finanziare un film sulla sapienza degli indios del Centroamerica.
Maurizio è accompagnato dalla sua fidanzata, Sibyl, una donna bruna e affascinante, abbigliata con indumenti sexy e inconsueti che prediligono il nero e paiono, per questo, un po' lugubri. I nostri personaggi devono presentare il loro film in un'affollata conferenza stampa, cui partecipano, come cineasti Jodorowsky e Moebius. Il gruppo quindi parte in aereo da Los Angeles in direzione di Cancun per incontrare i favolosi maghi messicani che dovranno essere tema del film. Sull'aereo scoppiano delle tensioni fra Sibyl e Maurizio, a causa della gelosia del giovane produttore che non sopporta che la sua fidanzata si esibisca in una danza provocante, sulle note di due musicisti jazz neri che si trovano a bordo. Dopo l'arrivo all'aeroporto di Cancun, in un ultimo eccesso di gelosia, Maurizio si accapiglia ferocemente con i suonatori dell'orchestrina.
I quattro, su una decappottabile bianca, attraversano la giungla «nana», fatta di sterpaglia e di cactus. Presto cala la notte, spezzata da innumerevoli lucciole che scintillano come tanti globi luminosi, galleggianti nel buio. Lungo la strada, sotto la luce artificiale di un distributore della Texaco, sosta un macchinone nero, dal cui sportello di guida si affaccia il biondo capo aggraziato di una giovane. In questa riconosciamo la donna che avevamo incontrato in apertura, assieme a Mollica, in quella onirica Cinecittà. La figura, rimodellata dall'autore, rientra in questo punto del racconto e, da questo momento, sarà una delle figure chiave della narrazione.
Al seguito del macchinone americano guidato dalla ragazza bionda, i nostri giungono alla vista di un fantastico hotel, la Babel Tower. All'interno li avvicina un ometto, studioso della civiltà tolteca, che dice di essere lì ad attenderli da qualche mese per poter consegnare a Snaporaz un messaggio. Nel foglietto, che lo studioso porge al regista, c'è attaccato un pezzo di stoffa dello stesso tessuto del suo cappello, come avverte Sybil. Questi messaggi misteriosi e incomprensibili allarmano il regista perché si aggiungono agli altri biglietti e alle telefonate ammonitrici biglietti che lo tormentano dall'inizio dell'avventura. Precipitatosi su, lungo le scale serpentiformi dell'albergo, Snaporaz incontra la ragazza bionda. Nella sua stanza il regista può verificare che il pezzetto di stoffa attaccato al biglietto è stato effettivamente preso dal suo cappello. La tensione che incalza il regista è stemperata dalla misteriosa ragazza bionda la quale, entrata in camera, scivola ai suoi piedi per massaggiargli i piedi nudi, con un gesto di affetto e di devozione. La quiete è breve: in un attimo irrompe in camera Sybil, seguita dal suo iroso e manesco partner, il quale è di nuovo in preda alla gelosia per il fatto di aver sorpreso la ragazza abbracciata allo studioso. Tuttavia – si saprà – il vero motivo della crisi sta nel fatto che il produttore è venuto a sapere che in uno dei bigliettini è previsto che Sybil dovrà congiungersi carnalmente con ciascuno dei componenti del gruppo. Vinto dall'ira e dalla gelosia, il giovane decide di non produrre più il film e fugge via, tirandosi dietro la sua inquieta fidanzata.
La ragazza bionda (che, come nel soggetto felliniano originario, si chiama Helen) assume a questo punto il ruolo di guida spirituale del nuovo gruppetto, di cui fa parte, ora, anche lo studioso. Conduce la compagnia lungo una striscia di spiaggia lambita da due parti dal mare, si denuda e invita gli altri a salutare il sole immergendosi nelle acque. Helen stringe per mano i suoi compagni e improvvisa un rito il quale rende omaggio all'aurora che sta invadendo con i suoi colori lo scenario. Nel corso del cerimoniale si verifica però un incidente. Un pesce velenoso punge lo studioso che viene salvato solo grazie al bizzarro rito magico di un cameriere, improvvisamente intervenuto. Il cameriere, di nome Emiliano, avvisa Helen che il direttore dell'albergo vuole incontrare il gruppo. Il direttore della fantasmagorica Babel Tower è un ometto, biondino ed elegante, quasi un ragazzino, una figurina che pare tratta da una stampa ottocentesca. Nel corso dell'incontro fa la sua comparizione un ulteriore strano personaggio: un anziano stregone vestito di una tunica bianca sgualcita, di nome Hernandez. Assieme all'enigmatico vecchietto riappare anche un falco che ha accompagnato Sybil sin dall'inizio del viaggio.
Cala la sera e, durante la cena, i nipotini di Hernandez improvvisano un festoso concertino per rallegrare gli ospiti. Nel corso della notte Snaporaz ed Helen sono sul punto di congiungersi amorosamente sul grande letto rotondo collocato al centro della cupola che troneggia in sommità del babelico hotel. L'amplesso non è ancora iniziato quando il telefono squilla: è l'inopportuna telefonata di Fellini da Roma che vuole che Snaporaz abbandoni l'idea di fare il film.

### Approdo onirico a Tulum
Dopo l'imprevista telefonata toni più palesemente onirici si impadroniscono della narrazione. Entra in campo Hernandez che chiede a Snaporaz e al professore di seguirlo in un viaggio «nel cuore della giungla nana presso le rovine del tempio del Dio Discendente» dove si trova il villaggio dello zio di Emiliano, un vecchio stregone malato. Il viaggio sconfina oramai in luoghi mistici. I corpi astrali di Hernandez, Snaporaz e del professore si trasferiscono in tre aquiloni, i cui fili sono tenuti da Helen. Mollica rimane a far compagnia alla ragazza che tiene in mano i fili d'argento che legano i corpi astrali del terzetto che si libra sotto forma di aquiloni. Mentre è in volo «come Flash Gordon e Mandrake», Snaporaz è attaccato da una donna dalle ali di corvo che ha le sembianze di Sybil. In una sequenza confusa Snaporaz è salvato da Hernandez, che appare come falco. Una lotta epica si svolge nel cielo notturno illuminato da una luna gigantesca; una battaglia che si ripete da secoli, stando a quel che si ribattono le due stesse entità e in base a quanto commenta Emiliano che segue la lotta dal basso. Al termine della tenzone Sybil è sconfitta e precipita come un angelo caduto. Il terzetto riassume sembianze umane e riappare in terra. I tre eroi apprendono da Emiliano che non sono giunti in tempo per visitare Gennaro, lo stregone, che è oramai morto. Ma uno stregone non muore mai del tutto: il suo corpo astrale è confluito in una scintillante cascata. Sotto questa forma lo stregone trasmette a tutti gli altri il segreto dei toltechi. Questo non era un vero popolo, ma una comunità di saggi custodi di un'antica sapienza. Dopo l'arrivo dei conquistadores i toltechi rischiarono di essere sterminati, ma i sopravvissuti si dispersero per il mondo, per conservare e provare a diffondere i segreti antichi. Tuttavia il mondo occidentale non è stato in grado di comprendere la loro saggezza e così gli eredi di quella cultura vivacchiano ignorati ed esclusi, ai margini del mondo civile.
E qui finisce il racconto di Gennaro e di Hernandez che, a questo punto, chiama Helen, perché solo la ragazza può consentire ai loro corpi astrali di rientrare nel piano fisico. La donna nuda e gigantesca si staglia, adesso, diritta, sulla sommità del fantastico albergo, illuminato dalla luna. Proprio sotto di lei, sotto le sue gambe divaricate, sta seduto Vincenzo Mollica, minuscolo rispetto alla gigantessa, che ammira, piacevolmente incantato, il sesso scoperto di Helen. La donna tira le fila d'argento che governano gli aquiloni, ove sono trasfusi i nostri eroi, i quali tornano nei loro corpi, nell'ormai consueto babelico hotel. 
La storia è quasi finita. Rivediamo, in una vignetta, l'ingresso di Cinecittà e scopriamo che tutta la vicenda altro non è che un racconto di Fellini a Mollica e Helen, che lo hanno ascoltato acquattati sull'erba dello stagno. Ma come in tutte le opere felliniane la parola fine non esiste. E infatti tutto comincia daccapo: un enorme jumbo si solleva dalle acque dello stagno diretto verso gli straordinari mondi della fantasia.

## Il senso del viaggio a Tulum
«I magnetismi del Viaggio a Tulum si sostengono autonomamente, superflui di riscontri con nessi narrativi, in un contesto che si avverte di puro pretesto. La trama è labile supporto a immagini che esprimono la loro potenza nella materializzazione di sfolgoranti cammei. Il lettore rimane incantato da icone impressionanti che rimangono ristrette nei confini della vignetta o della tavola. Immagini che rimangono sospese come illusioni passeggere. Elementi gracili ai fini del supporto più propriamente narrativo. Sebbene si colga lo sforzo dell'autore di dare a tutta la vicenda significato e conclusione logica, non si può non avvertire la debolezza e la finzione degli espedienti narrativi. La perfezione delle immagini fa da pendant a una certa incompiutezza narrativa, da cui si ricava la sensazione di una certa spontaneità, che è un po' la medesima che si prova nella visione di film come I clowns, Roma, Intervista. La narrazione pone, qua e là, domande senza offrire risposte. Viene suggerito, eppure inesplorato, il mistero dello sciamanesimo, delle dimensioni ultraterrene, del contatto mistico con esseri divini. Eppure, nonostante la tenebrosità dei temi, il tono del fumetto permane ironico e gioviale. Non rimane traccia di quell'atmosfera, inquietante e carica di angosce, di cui era permeato il soggetto originario. Resta la sensazione di aver assistito a un gioco divertente.».